# Trutören (vid Iskmo ön, Korsholm)
Trutören är en ö i Finland. Den ligger i Norra kvarken vid Iskmo Ön i kommunen Korsholm i den ekonomiska regionen  Vasa i landskapet Österbotten, i den västra delen av landet. Ön ligger omkring 15 kilometer norr om Vasa och omkring 380 kilometer nordväst om Helsingfors.
Öns area är 8 hektar och dess största längd är 0,5 kilometer i sydväst-nordöstlig riktning.